# Libri plumbei del Sacromonte

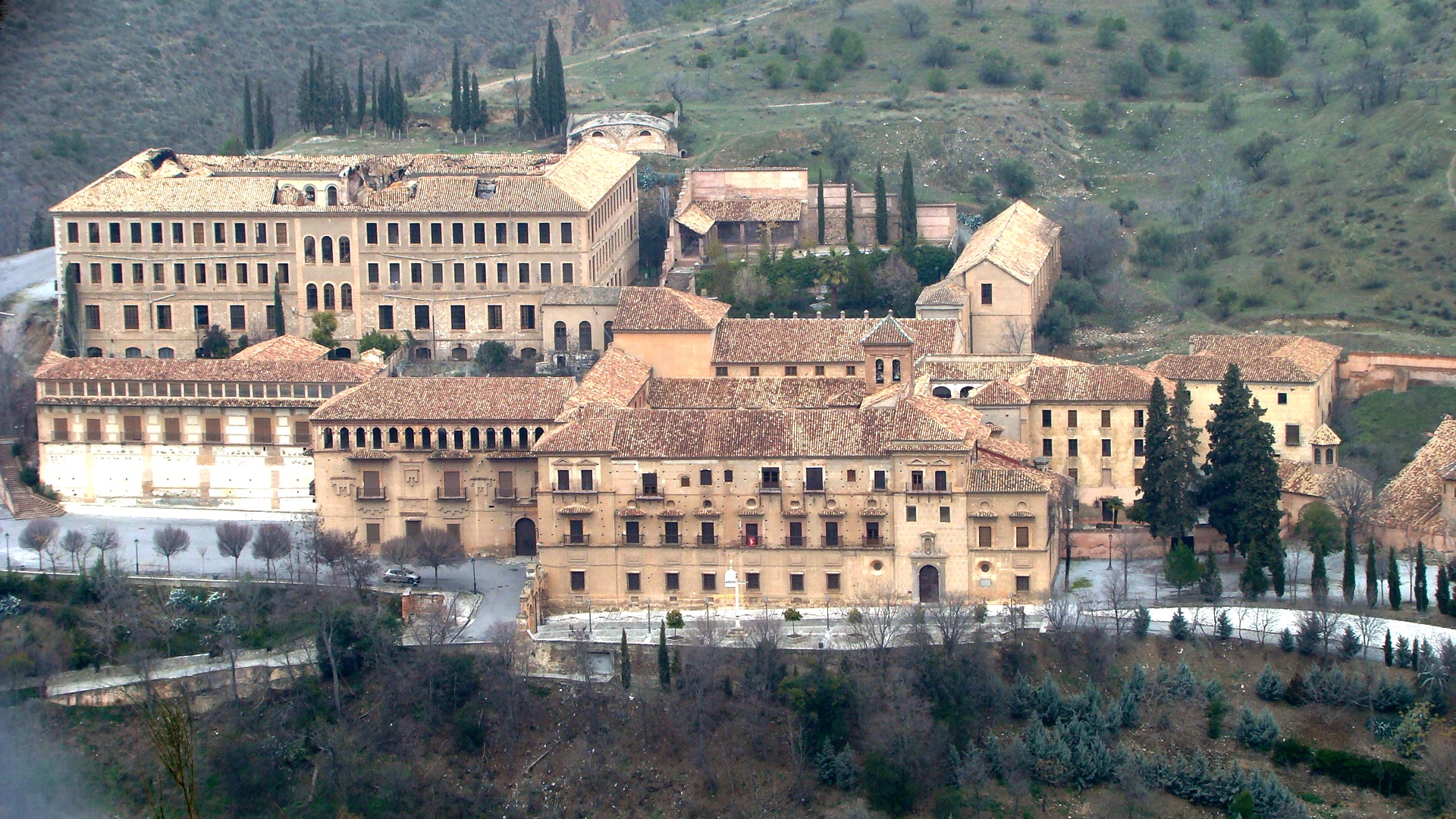
L'abbazia del Sacromonte, dove sono attualmente conservati i Libri plumbei

I Libri plumbei del Sacromonte o Piombi del Sacromonte (spagnolo: Libros plúmbeos del Sacromonte o Plomos del Sacromonte) sono uno dei più famosi casi di falsificazione storica. Materialmente consistono in 223 lastre di piombo di circa 10 cm (che formano 21 libri), incise con disegni indecifrabili e testi in latino e in strani caratteri arabi, che alcuni studiosi moriscos del XVI secolo asserirono essere "salomonici". Proprio costoro contribuirono a interpretarli come il "quinto vangelo" che sarebbe stato rivelato dalla Vergine Maria in arabo per essere divulgato in Spagna.

## Storia
Presumibilmente furono dissotterrati insieme a resti umani in un sobborgo del Sacromonte (allora chiamato Monte Valparaíso) della città di Granada tra il 1595 e il 1599. Ad essi si associano anche i ritrovamenti di Torre Turpiana, nel centro della stessa città, prodotti anteriormente, nel 1588, quando si sarebbero trovate anche ossa dentro una cassa metallica che conteneva inoltre una pergamena (anch'essa poliglotta) e un'immagine della Vergine, che parlavano del martire san Cecilio, un arabo cristiano che avrebbe accompagnato l'apostolo Giacomo di Zebedeo.
"Presuntamente, si trattava di alcuni documenti che risalivano a una data molto antica e nei quali si rappresentava una forma di cristianesimo priva di tratti offensivi per i musulmani. Si iniziò allora una grande controversia; molte autorità cristiane credettero all'autenticità delle tavole, anche se alcuni studiosi cattolici, come l'ebraista Benito Arias Montano, manifestarono i loro dubbi".
La critica filologica e storica sembrano aver determinato che l'impostura potrebbe essere stata opera di moriscos di posizione sociale elevata che tentavano di conciliare il cristianesimo con l'islamismo, nel periodo posteriore alla rivolta di Las Alpujarras. Già in quell'epoca, Luis Tribaldos de Toledo li considerò falsificazioni, ma l'arcivescovo Pedro Vaca de Castro promosse nella sua epoca traduzioni distinte che aumentarono la confusione finché nel 1682 furono dichiarati falsi ed eretici da papa Innocenzo XI, mantenendo però la validità delle reliquie che apparvero insieme ai libri; questi furono portati a Roma in Vaticano, dove rimasero fino all'anno 2000, in cui furono donati alla Curia di Granada.
Secondo Henry Kamen, la frode fu perpetrata "da due eminenti moriscos, Miguel de Luna e Alonso Castillo, che tentavano con ciò di sincretizzare la cultura islamica con la fede cristiana. Fu un tentativo di reclamare un luogo per il cristianesimo arabo dentro la cornice del cattolicesimo iberico".
Secondo Julio Caro Baroja, "nel famoso affare dei piombi del Sacro Monte intervennero moriscos conoscitori della lingua araba, che dimostravano di avere alcune forti convinzion cristiane, almeno esteriormente, e gli scritti apocrifi che costituiscono il nucleo centrale della falsificazione sembrano rispondere — in parte — a un tentativo di avvicinare certi elementi della tradizione islamica alla fede cristiana".
Così, sempre secondo Caro Baroja, Alonso del Castillo e Miguel de Luna "può darsi che fossero arrivati in ultima istanza a una specie di sincretismo islamico-cristiano, che non sarebbe raro nel XVI secolo", come dimostra un libretto pubblicato a Siviglia nel 1603, "firmato da un chierico che si chiamava Luis de la Cueva, il quale sotto forma di dialoghi cercava di dare l'idea delle antichità di Granada", e nel quale pretendeva di dimostrare che i piombi del Sacromonte erano autentici e sarebbero stati redatti da due missionari cristiani di lingua araba che nei primi tempi del cristianesimo avrebbero convertito i primi abitanti di Granada, anche di lingua araba, che vissero mescolati con altri popoli di lingua spagnola (castigliana). Caro Baroja, come conclusione, si domanda, "non c'è il diritto di pensare che, dopo questo affare delle scritture arabico-cristiane primitive, si nasconda un intento di rivendicazione della razza morisca, come razza tanto antica quanto quella castigliana in Spagna, e, inoltre, di remoti precedenti cristiani? Io non so esattamente chi fosse Luis de la Cueva. Ma non mi stupirebbe per niente che si trattasse di un individuo di lignaggio morisco e vera fede cristiana, mosso da un giusto desiderio di tranquillità per quelli della sua razza".

## Nella cultura di massa
Il protagonista del romanzo di Ildefonso Falcones La mano di Fatima è, nella finzione letteraria, uno degli ispiratori e degli autori del tentativo sincretistico, mediante la falsificazione delle fonti storiografiche su cui si appoggiava la credenza dei libri plumbei.